# Richard Herd
Richard Herd (Boston, 26 september 1932 – Los Angeles, 26 mei 2020) was een Amerikaans acteur.

## Biografie
Herd werd geboren in Boston als zoon van een treinmachinist. 

## Overlijden
Richard Herd is op 26 mei 2020 overleden door kanker.

## Filmografie

### Films
Selectie:
- 2018 The Mule - als Tim Kennedy
- 2017 Get Out - als Roman Armitage
- 2000 Joseph: King of Dreams – als Jacob (stem)
- 1997 Midnight in the Garden of Good and Evil – als Henry Skerridge
- 1990 Camp Cucamonga - als Thornton Bradley
- 1987 Planes, Trains and Automobiles – als Walt
- 1980 Private Benjamin – als brigadegeneraal Foley
- 1979 The China Syndrome –als Evan McCormack
- 1978 F.I.S.T. – als Mike Monahan
- 1976 All the President's Men – als James W. McCord jr.
- 1969 Hercules in New York – als televisiepresentator

### Televisieseries
Selectie:
- 2012 Betty White's Off Their Rockers – als diverse – 6 afl.
- 2004 NYPD Blue – als Jimmy McGowan – 2 afl.
- 1999-2001 Star Trek: Voyager – als admiraal Owen Paris – 4 afl.
- 1995-1998 Seinfeld – als Wilhelm – 11 afl.
- 1993-1994 SeaQuest DSV – als admiraal Noyce – 12 afl.
- 1994 The Adventures of Brisco County Jr. – als president Cleveland – 2 afl.
- 1993 Dr. Quinn, Medicine Woman – als Dr. John Hansen – 2 afl.
- 1990 Knots Landing – als Dr. Aaron Stahl – 2 afl.
- 1982-1984 T.J. Hooker- als kapitein Dennis Sheridan – 36 afl.
- 1984 V: The Final Battle – als John - 3 afl.
- 1984 Falcon Crest – als Calvin Kleeger – 2 afl.
- 1982 V – als John - 2 afl.
- 1980-1981 Dallas – als John Mackey – 3 afl.

### Computerspellen
- 2013 BioShock Infinite - als preker Whitting
- 2010 Fallout: New Vegas - als pastoor Elijah
- 2006 Blue Dragon - als Nene

- Biblioteca Nacional de España: XX1561021
- Bibliothèque nationale de France: cb141866599 (data)
- Gemeinsame Normdatei: 1211009629
- International Standard Name Identifier: 0000 0001 1473 2390
- Library of Congress Control Number: no2002098481
- Nationale Bibliotheek van Polen: a0000002268879
- Système universitaire de documentation: 244394717
- Virtual International Authority File: 58757290
- WorldCat: E39PBJmdvVQgg67PVRRxF8fH4q